# ゴードン・キング
ゴードン・キング（Gordon King 1956年2月3日- ）はウィスコンシン州マディソン出身のアメリカンフットボール選手。ポジションはタックル。

## 経歴
スタンフォード大学から1978年のNFLドラフト1巡全体10位でニューヨーク・ジャイアンツに指名された。同年7月16日、ジャイアンツと複数年契約を結んだ。
1983年12月、セントルイス・カージナルス戦で、アル・ベイカーをブロックした際、ベイカーのひじが当たり、左腕の前腕部を骨折した。同年最後の2試合を欠場した。欠場するまでは47試合連続で先発出場していた。
骨折した左腕の手術を骨折直後の1984年6月に2度に渡り受けて、1984年シーズンは全休した。1年半以上に渡るリハビリなどを経て、1985年7月、復帰テストに合格した。
ジャイアンツ退団後、1986年から1987年の2シーズン、ニューヨーク・ジェッツでプレーした。